# Elyptron timorosa
Elyptron timorosa är en fjärilsart som beskrevs av Emilio Berio 1955. Elyptron timorosa ingår i släktet Elyptron och familjen nattflyn. Inga underarter finns listade i Catalogue of Life.